# Chains
«Chains» (укр. Ланцюги) — пісня, написана американськими авторами Джеррі Гоффіном та Керол Кінг. Пісня стала відомим хітом у виконанні американської групи «The Cookies» (зайняла 17-у позицію в хіт-параді U.S. Pop). Пізніше група The Beatles записала кавер-версію цієї пісні (їхня версія увійшла в альбом «Please Please Me»).

## Версія The Beatles
Пісня «Chains» досить швидко стала популярною серед музичних груп Ліверпуля і була включена також і в репертуар The Beatles.
Група записала свою версію 11 лютого 1963 року під час марафонської сесії, протягом якої була записана більша частина матеріалу для першого альбому «Please Please Me» (було записано чотири дублі, але перший був визнаний найвдалішим). В пісні (нарівні з «Do You Want to Know a Secret?» з того ж альбому) основну вокальну партію виконує Джордж Гаррісон. У вступі до пісні звучить характерна для ранніх пісень The Beatles губна гармоніка.
Група виконувала цю пісню вживу на декількох радіошоу для BBC (Side by Side, Here We Go та Pop Go the Beatles). Музичний критик Іен Макдональд негативно віднісся до версії The Beatles, відзначивши, що вона звучить трохи фальшиво і їй не вистачає природності.
В записі брали участь:
- Джордж Гаррісон — основний вокал, соло-гітара
- Джон Леннон — підголоски, ритм-гітара, губна гармоніка
- Пол Маккартні — підголоски, бас-гітара
- Рінго Старр — ударні